# رويال رامبل (2016)
رويال رامبل 2016  هو عرض مصارعة حرة من دبليو دبليو إي تم تقديمه في يوم 24 يناير 2016 في مركز أمواي في أورلاندو (فلوريدا). وقد كان العرض التاسع والعشرين من سلسلة رويال رامبل و الأول خلال عام 2016. هذا العرض هو خامس عرض رويال رامبل أقيم في ولاية فلوريدا بعد العروض التي أقيمت أعوام 1990 و1991 و1995 و2006.

## خلفية
تضمن رويال رامبل نزالات مصارعة حرة و التي تجمع بين مصارعين لديهم عداوات مصورة أو قصص عرضت على برامج دبليو دبليو إي الأساسية مثل راو وسماكداون. لعب المصارعون دور الأبطال أو الأشرار وفقاً لسلسلة من الأحداث التي تصنع التوتر وترغمهم على نزال أو سلسلة نزالات.
العرض كان من خلال نزال رويال رامبل تقليدي من 30 مصارع. و الفائز حصل كما العادة على فرصة نزال على لقب بطولة العالم للوزن الثقيل لدبليو دبليو إي في مهرجان رسلمانيا. على العموم، أعلن فينس مكمان في عرض راو المقام في 4 يناير 2016 أن بطل العالم في الوزن الثقيل لدبليو دبليو إي رومان رينز دافع عن لقبه. و هي المرة الأولى للبطل والمرة الثانية التي يوضع فيها اللقب للمنافسة في رويال رامبل. في نسخة راو المقامة في 28 ديسمبر، أعلن بيج شو أنه سيدخل نزال رويال رامبل. في 1 يناير، أعلنت دبليو دبليو إي عن إضافة كيرتس أكسل إلى النزال وفي 4 يناير أعلن كل من رايباك, عائلة ويات, دولف زيجلر، هيث سلاتر، آدم روز، بو دالاس وكريس جيريكو انضمامهم للنزال.

## المباريات
| رقم | النتائج | الشروط                                                                       | الوقت   |
| --- | --- | ---------------------------------------------------------------------------- | ------- |
| 1P | جاك سواغر and مارك هنري defeated ذا أسنشين (كونر and فيكتور (مصارع)), داميان سانداو and دارين يونغ and دادلي بويز (بوبا راي دادلي and ديفون دادلي) | أنواع مباريات المصارعة to qualify for the Royal Rumble match                 | 7:58    |
| 2 | دين أمبروز (c) defeated كيفن أوينز | أنواع مباريات المصارعة for the بطولة دبليو دبليو إي القارات                  | 20:50   |
| 3 | The New Day ‏ (بيغ إي and كوفي كينغستون) (c) (with إكزافيير وودز) defeated ذا أوسو (Jey Uso and Jimmy Uso)                                          | أنواع مباريات المصارعة لفرق التبادل for the بطولة دبليو دبليو إي للفرق       | 10:53   |
| 4 | كاليستو (مصارع) defeated ألبرتو دل ريو (c) | أنواع مباريات المصارعة for the بطولة دبليو دبليو إي الولايات المتحدة         | 11:30   |
| 5 | شارلوت فلير (c) (with ريك فلير) defeated بيكي لينش                                                                                                 | Singles match for the بطولة دبليو دبليو إي ديفاز                             | 11:40   |
| 6 | تربل إتش won by last eliminating Dean Ambrose | 30-man Royal Rumble match for the بطولة العالم للدبليو دبليو إي للوزن الثقيل | 1:01:42 |
| - (c) – تشير إلى البطل (الأبطال) عند بداية المباراة - P – indicates the match took place on the pre-show | |                                                                              |         |

### المشاركين في مباريات رويال رامبل
– الفائـز
| الترتيب | الاسم          | ترتيب الخروج | أقصي من قبل                           | المدة | عدد الإقصائات |
| ------- | -------------- | ------------ | ------------------------------------- | ----- | ------------- |
| 1       | رومان رينز (ب) | 28           | تريبل إتش                             | 59:50 | 5             |
| 2       | روسيف          | 1            | رومان رينز                            | 1:30  | 0             |
| 3       | إي جي ستايلز   | 11           | كيفن أوينز                            | 27:53 | 2             |
| 4       | تايلر بريز     | 2            | إي جي ستايلز & رومان رينز             | 1:00  | 0             |
| 5       | كورتيس اكسل    | 3            | أي جي ستايلز                          | 1:11  | 0             |
| 6       | كريس جيريكو    | 26           | دين أمبروز                            | 50:50 | 1             |
| 7       | كين            | 9            | براون سترومان                         | 18:44 | 1             |
| 8       | غولدست         | 4            | تايتوس أونيل                          | 5:55  | 0             |
| 9       | رايباك         | 8            | بيغ شو                                | 12:21 | 0             |
| 10      | كوفي كينغستون  | 6            | كريس جيريكو                           | 8:15  | 0             |
| 11      | تايتوس أونيل   | 7            | بيغ شو                                | 8:55  | 1             |
| 12      | آر تروث        | 5            | كين                                   | 0:37  | 0             |
| 13      | لوك هاربر      | 19           | بروك ليسنر                            | 23:40 | 4             |
| 14      | ستاردست        | 14           | لوك هاربر                             | 13:57 | 0             |
| 15      | بيغ شو         | 10           | براون سترومان                         | 4:31  | 2             |
| 16      | أدريان نيفل    | 13           | لوك هاربر                             | 10:04 | 0             |
| 17      | براون سترومان  | 20           | بروك ليسنر                            | 16:44 | 5             |
| 18      | كيفن أوينز     | 12           | سامي زين                              | 4:28  | 1             |
| 19      | دين أمبروز     | 29           | تريبل إتش                             | 29:36 | 1             |
| 20      | سامي زين       | 16           | براون سترومان                         | 4:33  | 1             |
| 21      | إيريك رون      | 17           | بروك ليسنر                            | 4:14  | 2             |
| 22      | مارك هينري     | 15           | براون سترومان، لوك هاربر & إيريك روان | 0:30  | 0             |
| 23      | بروك ليسنر     | 21           | براون سترومان، لوك هاربر & إريك رون*  | 8:13  | 4             |
| 24      | جاك سواغر      | 18           | بروك ليسنر                            | 0:15  | 0             |
| 25      | ذا ميز         | 22           | رومان رينز                            | 8:23  | 0             |
| 26      | ألبرتو ديل ريو | 23           | رومان رينز                            | 6:46  | 0             |
| 27      | براي وايت      | 25           | تريبل إتش & شايموس                    | 10:46 | 0             |
| 28      | دولف زيغلر     | 24           | تريبل إتش                             | 7:00  | 0             |
| 29      | شيموس          | 27           | رومان رينز                            | 8:45  | 1             |
| 30      | تريبل اتش      | -            | الفائز                                | 8:05  | 4             |

(*) - سترومان، هاربر، وروان عادوا إلى الحلبة بعد إقصائهم وقاموا بإقصاء بروك ليسنر

## روابط خارجية
- رويال رامبل 2016 على موقع IMDb (الإنجليزية)
- رويال رامبل 2016 على موقع قاعدة بيانات الفيلم (الإنجليزية)